# Fairuz
Fairuz (àrab: فيروز, Fayrūz), nascuda Nouhad Haddad (àrab: نهاد حداد, Nuhād Ḥaddād) (Líban, 20 de novembre de 1934) és una cantant libanesa. El seu nom d'escena, igualment transcrit Fayruz, Fairouz o Fayrouz, significa ‘turquesa’ en àrab. És una de les cantants més famoses al món àrab i, amb Umm-Kulthum, la que ha venut més discos en la història de la música àrab.

## Biografia
Va néixer en un poble de muntanya al Líban. El seu pare, Wadi' Haddad, i la seva mare, Liza al Boustani, li van posar el nom de Nouhad Haddad.
La seva família s'instal·la amb ella a Beirut al barri de Zqaq El Blat, on creix. Amb els germans Rahbani, Assy i Mansour (Assy esdevindrà el seu marit), crea un nou estil de música libanesa inicialment molt influït per la música llatina.
El seu primer concert públic va tenir lloc l'any 1957. Esdevé molt ràpidament famosa a tot el món àrab però no es deixa veure gaire durant la guerra civil libanesa per tal d'evitar ser utilitzada per un camp o per un altre. Aquesta contenció li val l'afecte i l'interès del públic de totes confessions.
Des de la fi de la guerra civil, treballa amb el seu fill Ziad Rahbani. La seva música és cada vegada més influïda pels ritmes jazz.

### Al festival de Baalbek
Fairuz no aconsegueix la seva celebritat fins que els germans Rahbani comencen a compondre per a ella al començament dels anys 1950. Aquells anys són molt fèrtils i Fairuz prova molts gèneres musicals, i, amb una inclinació per a la modernitat i la música occidental, els germans Rahbani li faran tan composicions simfòniques com tangos i altres danses llatines. Això no és del gust de tots els auditoris i crítics de l'època acostumats a les llargues melodies tristes egípcies i a orquestracions ingènues i tradicionals.

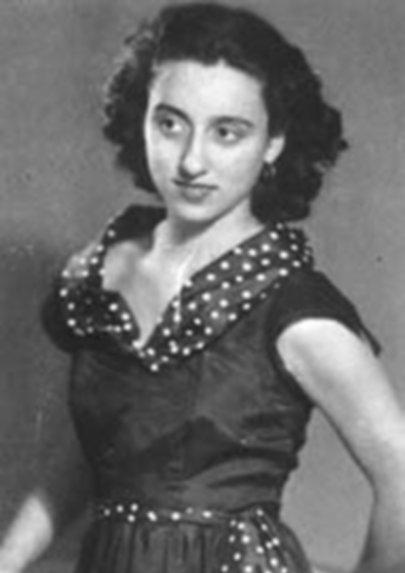
Fairuz als anys 1950

Però l'estil dels Rahbani s'imposa de mica en mica, i l'any 1957 el comitè del festival internacional de Baalbek, que celebra el seu primer aniversari, demanda als Rahbani de preparar una «tarda libanesa» que farà descobrir al públic del festival (compostos sobretot d'estrangers i de libanesos intel·lectualment occidentalitzats, fins llavors presentava espectacles de música i de danses clàssiques i tragèdies gregues), les músiques i danses tradicionals del Líban.
El programa és a l'alçada de les expectatives i el públic torna també nombrós, l'any 1959, tant per aplaudir el ballet Rambert com per aplaudir Fairuz convidada com a estrella de les tardes libaneses (sabent que el festival s'ha interromput l'any 1958 a causa de disturbis comunitaris). Tanmateix no caldria creure que els Rahbani presenten el que és comunament anomenat el "Folklore": les seves composicions són boniques i ben personals, i quan hi ha dels cants folklòrics de compositors desconeguts, els Rahbani tenen cura de donar-los un nou buf de vida presentant-les amb orquestracions simfòniques sumptuoses, o sobre ritmes llatins.
L'any 1961, Fairuz torna a Baalbek amb una superproducció; l'espectacle de 1957 era un seguit d'escenes sense relació, i l'any 1959, es presentava una opereta d'un únic acte (Al' Mouhakama — el procés), l'any 1961, els Rahbani creen una comèdia musical en 4 actes titulada Al Ballbakieh (la Baalbakiote). Penetrant l'univers de la mitologia, les Rahbani escriuen la història d'una noia dotada d'una veu càlida, universal i eterna, Fairuz canta així tan les melodies andaluses com aquelles extretes de la música clàssica occidental (la famosa Oda a Baalbek). Presentat l'espectacle a Londres i a Amèrica del Sud, amb el seu costat més gosat i més occidental, no rep una acollida molt càlida, sobretot per la part de la premsa britànica
L'any 1962, Fairuz torna amb una comèdia musical, aquesta vegada en 2 actes: Jisr el Kamar que és el nom d'un poble situat al nord del Líban i que, traduït textualment, significa el pont de la Lluna. A aquesta comèdia musical, on Fairuz fa el paper d'una noia encantada pels follets i que busca reconciliar els habitants de dos pobles veïns en guerra, en referència a la primera guerra civil de la història del Líban modern, la de 1958, la música dels dos germans Rahbani resulta cada vegada més expressiva i dramàtica als passatges cantats pel cor, i més lírica als passatges cantats per Fairuz
Aquesta evolució serà encara més marcada l'any 1963, quan els Rahbani componen Allayl wa’l Kandil (La nit al fanal), on Fairuz, jove venedora de fanalets, s'enamora d'un « horla » (hawlou) que traeix la seva confiança, i que és representada al teatre del Casino del Líban així com a la fira internacional de Damasc.
L'any 1964, al festival dels Cedres, la peça que serà l'any següent el primer film, dirigit per Youssef Chahine, de Fairuz i dels Rahbani, Bayya’ha el khawatim (El venedor d'anells) conta la història d'una jove òrfena fatalista (Fairuz) atrapada en les mentides d'un oncle mitòman. A Líban, es parla des d'aleshores del « teatre dels Germans Rahbani » : el teatre musical libanès nascut del no-res, es desenvolupa a una velocitat vertiginosa.
L'any 1965 els germans Rahbani presenten al festival de Baalbek una nova comèdia musical amb per a estrella aquesta vegada la cantant libanesa Sabah : Dawalib el hawa — els molinets —, història d'amor impossible entre un senyor feudal i h’ala (Sabah) noia molt bonica però tossuda.
L'any 1966, Fairuz i els Germans Rahbani encara al festival de Baalbek produeixen aquesta vegada una ficció històrica: Ayyam Fakhreddine — Del temps de Fakhr-al-Din. Tot és al títol : Otr ellayl (Fairuz) vol ser la consciència fictícia d'un poble que espera que el seu sobirà el protegeixi i faci d'ell un poble independent (Fakhr-al-Din és un emir que va regnar a les muntanyes libaneses al  XVII).

### A Beirut

#### Els començaments de l'aventura urbana
Fins a l'any 1966, Fairuz encara no havia pujat mai a un escenari a Beirut, a banda d'un pas furtiu l'any 1962 al teatre del Capitole on va presentar un programa de varietats i una opereta de 20 minuts glorificant l'exèrcit libanès que acabava d'enfrontar-se a una temptativa de cop d'estat. L'any 1967, en ple cor del barri més intel·lectual i cosmopolita de Beirut, a Hamra, un teatre acabava d'obrir les seves portes : el teatre Piccadilly. Fairuz i els Rahbani hi van ser convidats i van presentar la seva última producció : Hala wel Malik (El Rei i Hala), una comèdia musical de « mascarots i bergamasques », on els passatges recitats són gairebé inexistents, un nou cop de força : Hala, noia sense defensa, és rebutjada pel seu pare, un borratxo que amb la cort del Rei volen fer creure a aquest últim que Hala és filla de rei i que li és enviada pels astres com esposa. L'èxit és fulgurant i la peça és represa a l'estiu del mateix any al festival dels Cedres i en tardor a la fira internacional de Damasc
L'any 1967, surt també la segona producció cinematogràfica dels germans Rahbani, Safar barlik (L'exili) que relata un període de la història del Líban, l'ocupació otomana i la resistència que es va exacerbar l'any 1914 quan el sultanat pren mesures dràstiques contra la població libanesa. Aquest film va ser seguit d'un altre, tots dos dirigits per Henri Barakat, filmat i estrenat l'any 1968, i que va ser l'últim, Bint el hariss (la noia del guàrdia), que, amb un registre lleuger, tracta delicades qüestions de l'atur i de l'adulteri en el marc d'un petit poble on res no pot quedar secret.

#### 1967, un gir polític i artístic
1967, l'any de la derrota dels exèrcits àrabs enfront d'Israel, va sonar el toc de difunts de la despreocupació i de la frivolitat del moviment teatral libanès i en particular el dels germans Rahbani. La "dolce vita" libanesa havia deixat de ser una opció, de moment almenys.
L'any 1968, Fairuz no va pujar a l'escenari al Líban, i va ser a Síria on va fer amb els germans Rahbani l'estrena d'Ash-shakhs (La seva Excel·lència) que és el primer lliurament d'una trilogia satírica (amb Yaiche Yaiche i Sahh Ennom l'any 1970) de la burocràcia i la política dels règims àrabs de l'època. Ashakhs és la història d'una venedora ambulant de tomàquets que es troba amb el seu carretó al bell mig d'una recepció donada en honor d'un amfitrió famós, i acusada d'espionatge es troba al tribunal al banc dels acusats.
L'any 1969 la peça va ser interpretada prop de tres mesos al teatre Piccadilly, i l'estiu del mateix any els germans Rahbani van compondre una comèdia musical èpica per al festival de Baalbek, Jibal As-sawan (Les muntanyes de Sílex), recomanant la resistència a l'opressor i el moment fort de la qual és el quadre final on Gherbeh mor com a màrtir.

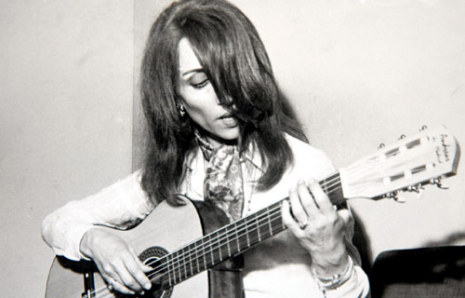
Els anys 1970

L'any 1970 va ser un any particularment ric, els Rahbani van compondre dues comèdies musicals, Yaiche Yaiche (Llarga vida a sa majestat..) i Sahh En-nom (Bon dia tingueu!) La primera, presentada al teatre Piccadilly de Beirut a l'hivern, és una sàtira àcida de la inestabilitat dels governs i dels incessants cops d'estat que sacsejaven la regió. No va ser representada a Síria on els Rahbani van muntar Sahh En-nom, una comèdia musical que recorda molt al teatre de l'absurd, on el governador no fa més que dormir i els ciutadans patir.
L'any 1971, els Germans Rahbani van compondre una comèdia musical « mise en abîme » ja que tenia com a tema un grup de cantants i de ballarins, i com a cap Maria (Fairuz). L'estrena de Nass min Warak (Gent de paper) va ser a la FI de Damasc al setembre de 1971 i al Piccadilly de Beirut al febrer de 1972.
Per a l'estiu 1972, els germans Rahbani van presentar amb Fairuz al festival de Baalbek Natourit al Mafatih (La guardiana de les claus), una comèdia negra on un poble oprimit escull la resistència passiva : tothom fuig del regne de Sira excepte Zad el khayr (Fairuz) que queda sola enfront del tirà. Després de les representacions de Baalbek, va ser el cop de Damasc. Al final de la temporada, Fairuz esgotada, acaba en una clínica de Beirut. El seu marit i compositor fetitxe Assi Rahbani és internat uns dies més tard : un accident cardio-vascular cerebral ha estat a punt de costar-li la vida.

### La malaltia i la separació
L'estat d'Assi Rahbani era precari. Van ser necessàries diverses intervencions quirúrgiques i va ser traslladat a París a bord del jet privat del president sirià de l'època Hafez al-Àssad per rebre les cures necessàries. El seu estat es va restablir a poc a poc però Assi Rahbani va quedar pseudo-amnèsic i una bona part del seu cervell havia estat greument tocada. Tanmateix, va poder compondre de nou i la seva primera melodia va ser Layali el chimal el hazini (Les tristes nits) per a Fairuz que la va cantar en obertura de la Comèdia musical Al-mahatta (l'estació) que es va representar al teatre Piccadilly al febrer de 1973; història d'una jove estrangera que fa creure a tot un poble que un tren que ve d'enlloc passarà per portar-los «cap al nord» on trobaran la felicitat. Una comèdia amb melodies sarcàstiques i melancòliques que va veure néixer la primera composició de Ziad Rahbani per a la seva mare : Sa’alouni en-nas (Pregunten per tu), dedicada a Assi Rahbani, que encara estava hospitalitzat a París el dia de l'estrena, i aleshores va ser el petit de la família, Elias Rahbani, qui va agafar la batuta del cap d'orquestra.
L'estiu de 1973, es va muntar un espectacle de varietats a Baalbek, Qasidet Hobb (Poema d'amor) on Ziad Rahbani va compondre una segona cançó per a Fairuz, Eddaysh kan fi nass (hi havia tant de món) a l'estil dels grans clàssics. L'any 1974, els germans Rahbani van presentar la comèdia musical Loulou al Piccadilly, on Fairuz feia el paper d'una presonera pàl·lida després de 15 anys de presó i que amenaça tot el seu entorn amb una venjança sagnant. El 13 d'abril de 1975, la guerra civil va esclatar al Líban mentre els germans Rahbani i Fairuz feien al Piccadilly Mays el Rim, un poble on dues famílies es barallen i que prenen Zayyoun (Fairuz) com a testimoni, i l'obertura del primer acte de la qual ha quedat com una de les més importants composicions de Ziad Rahbani (que va compondre també una de les cançons de la comèdia, habbou ba’adoun — ells s'estimen tant).
L'any 1976, un espectacle de varietats es va muntar a la FI de Damasc, i l'any 1977 els germans Rahbani van compondre Petra, l'estrena de la qual va ser a l'amfiteatre romà d'Amman amb ocasió de l'aniversari de la pujada al tron del Rei Hussein, i va ser representada més endavant a Damasc, al Casino del Líban i al Piccadilly. Petra, última comèdia musical que uneix els germans Rahbani a Fairuz, és una comèdia musical històrica on Chakila (Fairuz) reina del regne de Petra en guerra contra Roma es troba atrapada en un dilema cornelià: salvar la seva filla segrestada a costa de la derrota del seu exèrcit. L'any 1978, Fairuz i els Rahbani van presentar un concert al London Pal·ladi, i l'any següent l'Olympia de París vivia l'últim concert on Fairuz cantava sota la direcció d'Assi Rahbani. La seva col·laboració artística es va acabar així com la seva vida comuna.

### Els anys 1980 i 1990: l'era Ziad Rahbani
L'any 1979 que va veure la separació de la parella artística Fairuz-germans Rahbani, va veure també néixer el primer àlbum de Fairuz les composicions del qual eren totes signades pel seu fill Ziad Rahbani. L'àlbum Wahdoun (Sols) és un gir a la carrera de la cantant que es consagra per primera vegada a les melodies i arranjaments jazzy del seu fill (Wahdoun, al bosta), que ha pogut també compondre melodies orientals en un estil proper al dels « germans » (Habbaytak ta nsit ennawm- t'he estimat a oblidar el somni-, ana andi hanine- sóc nostàlgica-). Però el públic, acostumat als textos romàntics dels germans Rahbani va quedar impactat pels textos crus i gosats de Ziad i el seu humor negre. Aquesta disputa dels « antics » i dels « moderns » renaixerà d'altra banda amb cada nou àlbum de la cantant.
El segon àlbum d'aquesta parella la reputació de la qual va esdevenir molt ràpidament sulfurosa, no va veure el dia fins a l'any 1987, Maarefti fik (La nostra trobada). Molt heteròclita, reagrupa tant moltes atmosferes orientals (sempre a l'estil Rahbani) com jazz (sobretot la cançó-títol Ma’erefti fik). Mentrestant, Assi Rahbani havia mort el 21 de juny de 1986. Fairuz, poc temps abans va actuar al Royal Festival Hall de Londres, acompanyat de Ziad Rahbani al piano, i que va escriure també noves orquestracions per a les antigues cançons de Fairuz. L'any 1988, Ziad Rahbani la va acompanyar també per a un concert-esdeveniment al Palau Poliesportiu de Paris-Bercy, amb ocasió del qual va ser nomenada Commandeur de les arts i de les lletres pel ministre de cultura francesa de l'època, Jack Lang. (Fairuz rebrà la legió d'honor a Beirut l'any 1998).
El seu primer CD, The Very Best of Fairuz va ser publicat l'any 1987 i contenia la seva cançó emblemàtica Aatini al Nay wa ghanni (Dona'm la flauta i canta) amb el text d'un poema de Khalil Gibran.
L'any 1991, va sortir el tercer àlbum de Fairuz i Ziad, Kifak enta? (Com vas?), que va fer córrer molta tinta. Els textos de Ziad Rahbani era sense cap dubte massa moderns per al gust d'alguns que rebutjaven escoltar Fairuz declarant el seu amor a un home que estava casat! (la cançó com vas? conta la història d'una dona que troba el seu antic amant ara casat, i li diu obertament que li agradaria estar amb ell). Aquestes crítiques virulentes van deixar poc lloc a l'estima de la música que presentava Ziad Rahbani (sempre també heteròclita), i no és fins anys més tard que Kifak enta? esdevindrà un «clàssic» de Fairuz, que canta a gairebé tots els seus concerts.
L'any 1994, Fairuz que no havia cantat a Líban des de 1977 va actuar en un mega-concert al nucli urbà de Beirut i l'any 1995, on Ziad Rahbani i Fairuz van presentar en homenatge a Assi Rahbani, l'àlbum Ila Assi (A Assi), que va reagrupar dinou de les cançons de Fairuz i dels germans Rahbani reorquestrades per Ziad Rahbani. Fins a l'any 1999 Fairuz no va treure un nou àlbum amb Ziad Rahbani, Mish Kayen Hayk Tkoun (Has canviat verdaderament), que conté també cançons compostes pel sirià Mohammed Mohsen.

### Els concerts al festival de Beiteddine
L'any 2000, Fairuz preparava la seva autèntica tornada. El seu concert de 1994 era fet més de nostàlgia que de música i l'antologia que va presentar al festival de Baalbek l'any 1998 (que havia reprès les seves activitats l'any 1997), on va cantar en playback, no va poder convèncer els seus fans. Aleshores, l'agost de 2000 va presentar al festival de Beiteddine, acompanyada del seu fill Ziad Rahbani i d'una orquestra simfònica composta de músics armenis, francesos, holandesos i libanesos, sota la batuta de l'armeni Karen Durgaryan, tres concerts el programa dels quals, escollit amb gran cura, reagrupava antigues cançons intel·ligentment reorquestrades (com la famosa La inta habibi - ja no ets el meu amor) així com nous títols (com el també famós, des d'aleshores, Sabah w massa-matí i vespre). Fairuz havia reconquerit un públic jove i convençut els més reticents.
L'estiu de 2001, la mateixa orquestra va ser a Beiteddine per Fairuz Un nou àlbum va sortir el gener de 2002 Wala kif (…ni com), precedit l'any 2001 per l'enregistrament dels concerts de Beiteddine 2000. L'any 2003, Fairuz va tornar amb la mateixa orquestra una vegada més a Beiteddine (l'any 2002, Fairuz havia presentat a Beiteddine amb una orquestra restringida un programa-retrospectiu) Des d'aleshores, aquesta orquestra, composta sobretot de membres de l'orquestra simfònica d'Erevan, sota la direcció de Karen Durgaryan que acompanya Fairuz en les seves gires.
L'any 2006, la comèdia musical Sahh ennom dels germans Rahbani i Fairuz que havia estat representada l'any 1970 va conèixer una segona vida: va ser programada per obrir els festivals de Baalbek que celebraven el seu cinquantenari. Però la guerra que va esclatar el mateix dia va obligar Fairuz i Ziad Rahbani a posar les representacions més tard. Fins al desembre de 2006 el públic libanès no va tenir la sort de descobrir al BIEL (Beirut) les noves orquestracions de Ziad Rahani per a Sahh ennom així com la tornada d'una Fairuz còmica. Fairuz en gira amb Sahh ennom des de 2006 va actuar a Damasc l'any 2008 amb taquilles tancades per a nou representacions, a Sharjah i a Amman.

### 2010-2011, un nou àlbum i una tornada als escenaris
Després de quatre anys d'absència de l'escena libanesa, Fairuz actua al BIEL, a Beirut, els 7 i 8 d'octubre de 2010. El seu nou àlbum Eh fi amal (L'esperança fa viure), compost per Ziad Rahbani, és disponible des del 7 d'octubre. Conté dotze títols: vuit inèdits, dues composicions instrumentals i dues cançons tornades a arranjar per Z.Rahbani, un dels germans Rahbani, Biktoub ismak, i una balada folk el compositor de la qual és anònim, Al bint al chalabiya, que els germans Rahbani havien adaptat ja per a Fairuz als anys 1950.
El juny de 2011, Fairuz va donar un concert únic al Teatre Reial Carré d'Amsterdam, en el marc de l'Holland Festival. Al desembre del mateix any, Fairuz va presentar cinc concerts al nou complex polivalent Platea, al nord de Beirut.